# FC Bergheim
Der FC Bergheim ist ein Fußballverein aus Bergheim im Flachgau, Salzburg. Die Herrenabteilung wurde im Jahr 1965 gegründet. Die Frauenfußballabteilung des Vereins bildete sich aus einer Spielgemeinschaft mit dem USK Hof, die dann am 1. Juli 2014 übernommen wurde. Die Frauenmannschaft spielt in der ÖFB Frauen-Bundesliga, der höchsten Spielklasse im österreichischen Frauenfußball, die der Herren in der 1. Salzburger Landesliga, einer der fünften österreichischen Ligastufen.

## Geschichte des Vereines
Der Fußballverein wurde im Turnsportverein Bergheim im Jahr 1965 gegründet. Nach der Fusion mit dem SK Kasern  spielte der Verein unter dem Namen SU Bergheim-Kasern und seit 26. Jänner 2004 als FC Bergheim.

### Präsidenten
Präsidenten seit 2004:
| - 2006–2016: Siegfried Vorderegger (Obmann) - 2016–2024: Gerhard Hofer (Obmann) - seit 2024: Bianca Neubauer (Obfrau) |

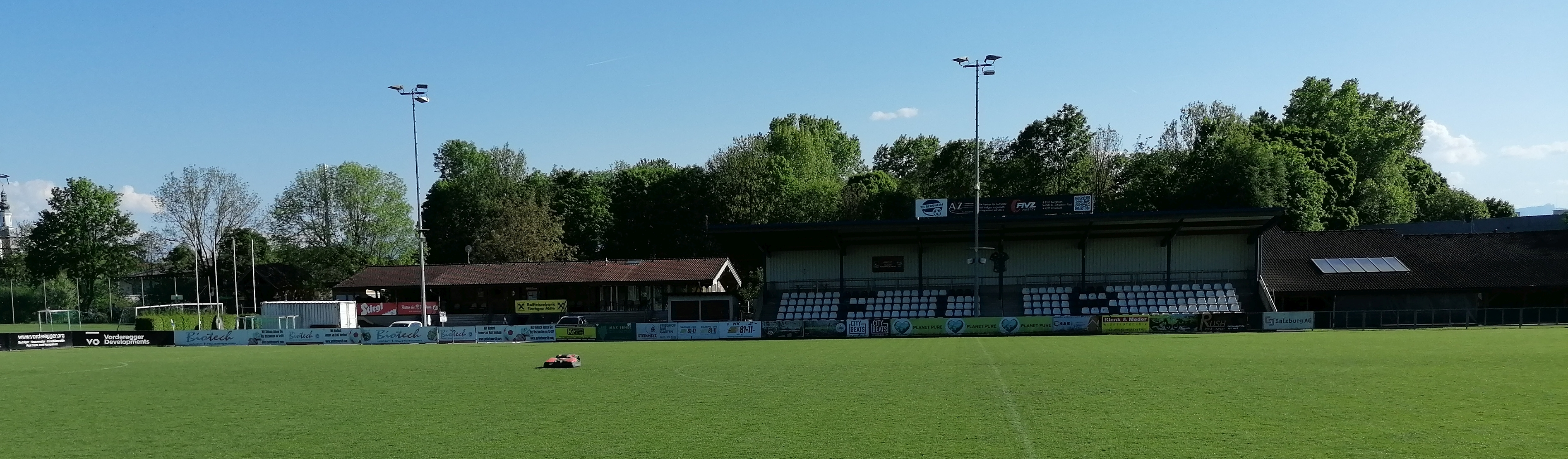
AVZ-Arena, die Heimspielstätte des FC Bergheim

## Frauenfußball

### Geschichte

#### Beginn bei USK Hof
| 1999–2011 | 1999–2011                                                                                | 1999–2011             | 1999–2011             | 1999–2011             | 1999–2011             | 1999–2011             | 1999–2011             |
| Saison | Platz (Teiln.)                                                                           | Sp                    | S                     | U                     | N                     | Tore                  | Pkt.                  |
| Salzburger Landesliga | Salzburger Landesliga                                                                    | Salzburger Landesliga | Salzburger Landesliga | Salzburger Landesliga | Salzburger Landesliga | Salzburger Landesliga | Salzburger Landesliga |
| --- | ---------------------------------------------------------------------------------------- | --------------------- | --------------------- | --------------------- | --------------------- | --------------------- | --------------------- |
| 1999/2000 USK1 | 4. (4)                                                                                   | 12                    | 0                     | 02                    | 10                    | 03:55                 | 02                    |
| 2. Division Mitte |                                                                                          |                       |                       |                       |                       |                       |                       |
| 2001/02 | 2. (7)                                                                                   | 12                    | 07                    | 04                    | 01                    | 36:12                 | 25                    |
| 2001/02 | 7. (8)                                                                                   | 14                    | 02                    | 0                     | 12                    | 12:50                 | 06                    |
| 2002/03 | 7. (8)                                                                                   | 14                    | 02                    | 01                    | 11                    | 04:36                 | 07                    |
| 2003/04 | 7. (8)                                                                                   | 14                    | 02                    | 02                    | 10                    | 08:28                 | 08                    |
| 2004/05 | 2. (6)                                                                                   | 20                    | 09                    | 05                    | 06                    | 28:32                 | 32                    |
| 2005/06 | 3. (7)                                                                                   | 18                    | 11                    | 02                    | 05                    | 33:26                 | 35                    |
| 2. Frauenliga Mitte |                                                                                          |                       |                       |                       |                       |                       |                       |
| 2006/07 K1 | 1. (8)                                                                                   | 14                    | 13                    | 01                    | 0                     | 68:9                  | 40                    |
| 2006/07 K1 | USK Hof verlor die Relegation gegen FC St. Veit.                                         |                       |                       |                       |                       |                       |                       |
| 2007/08 | 1. (10)                                                                                  | 18                    | 02                    | 02                    | 14                    | 21:64                 | 08                    |
| 2007/08 | USK Hof gewann die Relegation gegen SV Groß-Schweinbarth mit einem Gesamtscore von 10:2. |                       |                       |                       |                       |                       |                       |
| ÖFB Frauenliga, Unteres Playoff                                                                                                   |                                                                                          |                       |                       |                       |                       |                       |                       |
| 2008/09 | 9. (10)                                                                                  | 09                    | 0                     | 02                    | 07                    | 11:36                 | 02                    |
| 2008/09 | 4. (5)                                                                                   | 08                    | 02                    | 02                    | 04                    | 18:13                 | 10                    |
| ÖFB Frauenliga, Oberes Playoff |                                                                                          |                       |                       |                       |                       |                       |                       |
| 2009/10 | 4. (10)                                                                                  | 09                    | 04                    | 02                    | 03                    | 19:13                 | 14                    |
| 2009/10 | 4. (5)                                                                                   | 08                    | 02                    | 01                    | 05                    | 7:20                  | 14                    |
| ÖFB Frauenliga |                                                                                          |                       |                       |                       |                       |                       |                       |
| 2010/11 K1 | 7. (10)                                                                                  | 18                    | 04                    | 01                    | 13                    | 22:54                 | 13                    |
| Legende |                                                                                          |                       |                       |                       |                       |                       |                       |
| | Meister / Aufstieg                                                                       |                       |                       |                       |                       |                       |                       |
| K1 Änderung des Meisterschaftsmodus und Umbenennung der Liga. USK1 1999/2000: Unter USK Hof wurde die Frauenmannschaft gegründet. |                                                                                          |                       |                       |                       |                       |                       |                       |

Die Geschichte der Frauenfußballmannschaft des Vereines begann beim USK Hof, als viele Spielerfrauen begannen Fußball zu spielen. Sie spielten in der Saison 1999/2000 in der Salzburger Frauenliga, belegten zwar nur den 4. Platz, entschlossen sich jedoch weiterzuspielen und in der nächsten Saison in der 2. Division Mitte zu beginnen. Die Frauenfußballmannschaft wurde Vizemeister. Im Jahr 2007 wurde die Meisterschaft errungen und man qualifizierte sich für die Relegationsspiele, in denen man den Aufstieg in die ÖFB Frauenliga nicht schaffte. Ein 3:2 im Heimspiel und ein 1:2 im Rückspiel waren zu wenig und die Kärntnerinnen stiegen dank der Auswärtstorregel auf. In der Folgesaison wurde der Meistertitel verteidigt und in der Relegation wartete SV Groß-Schweinbarth aus Niederösterreich. Mit einem Gesamtergebnis von 10:2 aus beiden Spielen stiegen die Salzburgerinnen auf. In den folgenden drei Jahren belegte man als USK Hof in der obersten Leistungsklasse den 9. Platz, 2010 den 4. Platz und 2011 den 7. Platz.

#### Spielgemeinschaft SG FC Bergheim/USK Hof
| seit 2011                                                                                                 | seit 2011                                                                        | seit 2011      | seit 2011      | seit 2011      | seit 2011      | seit 2011      | seit 2011      |
| Saison | Platz (Teiln.)                                                                   | Sp             | S              | U              | N              | Tore           | Pkt.           |
| ÖFB Frauenliga                                                                                            | ÖFB Frauenliga                                                                   | ÖFB Frauenliga | ÖFB Frauenliga | ÖFB Frauenliga | ÖFB Frauenliga | ÖFB Frauenliga | ÖFB Frauenliga |
| --- | -------------------------------------------------------------------------------- | -------------- | -------------- | -------------- | -------------- | -------------- | -------------- |
| 2011/12 HB1                                                                                               | 9. (10)                                                                          | 18             | 04             | 01             | 13             | 30:75          | 13             |
| 2012/13 HB1                                                                                               | 10. (10)                                                                         | 18             | 02             | 01             | 15             | 15:90          | 07             |
| 2. Liga Mitte/West                                                                                        |                                                                                  |                |                |                |                |                |                |
| 2013/14 HB1                                                                                               | 1. (9)                                                                           | 16             | 13             | 02             | 01             | 56:16          | 40             |
| 2013/14 HB1                                                                                               | SG FC Bergheim/USK Hof verlor die Relegation gegen ASK Erlaa.                    |                |                |                |                |                |                |
| 2014/15 HB1                                                                                               | 1. (8)                                                                           | 21             | 19             | 02             | 0              | 82:14          | 59             |
| 2014/15 HB1                                                                                               | SG FC Bergheim/USK Hof verlor die Relegation gegen Carinthians Soccer Women.     |                |                |                |                |                |                |
| 2015/16 HB2                                                                                               | 1. (7)                                                                           | 18             | 15             | 03             | 0              | 65:15          | 48             |
| 2015/16 HB2                                                                                               | FC Bergheim gewann die Relegation gegen ASk Erlaa mit einem Gesamtscore von 4:3. |                |                |                |                |                |                |
| ÖFB Frauen-Bundesliga                                                                                     |                                                                                  |                |                |                |                |                |                |
| 2016/17                                                                                                   | 7. (10)                                                                          | 18             | 04             | 05             | 09             | 22:39          | 17             |
| 2017/18                                                                                                   | 7. (10)                                                                          | 18             | 05             | 04             | 09             | 23:34          | 19             |
| 2017/18                                                                                                   | 8. (10)                                                                          | 18             | 04             | 01             | 13             | 26:39          | 13             |
| Legende                                                                                                   |                                                                                  |                |                |                |                |                |                |
| | Meister / Aufstieg                                                               |                |                |                |                |                |                |
| | Abstieg                                                                          |                |                |                |                |                |                |
| HB1 2011/12: Spielgemeinschaft USK Hof und FC Bergheim HB2 Spielgemeinschaft mit USK Hof wurde aufgelöst. |                                                                                  |                |                |                |                |                |                |

Vor der Saison 2011/12 beschloss der USK Hof mit dem FC Bergheim eine Spielgemeinschaft, die nur die Sektion Frauenfußball betrifft, zu gründen. Im ersten Jahr der Spielgemeinschaft konnte die Klasse noch gehalten werden, doch in der Folgesaison stand mit nur sieben Punkten der Abstieg in die 2. Liga Mitte fest. In den folgenden drei Jahren gelang die Meisterschaft und zweimal verloren die Flachgauerinnen die Relegation, 2014 gegen den ASK Erlaa mit einem Gesamtergebnis von 6:0, 2015 gegen die Carinthians Soccer Women mit 2:2 im Heimspiel und einem 0:0 im Rückspiel. Die Kärntnerinnen stiegen dank der Auswärtstorregel in die ÖFB Frauen-Bundesliga auf. In der dritten Relegation in Folge konnte der Aufstieg in die höchste Liga realisiert werden. Im Auswärtsspiel besiegten sie die Ostösterreicherinnen mit 3:2, im Heimspiel erreichte man ein 0:0. Die Saison 2016/17 wurde als Siebtplatzierter abgeschlossen.

#### FC Red Bull Salzburg Frauen
Seit der Saison 2025/26 tritt die ehemalige Frauenabteilung des FC Bergheim als FC Red Bull Salzburg Frauen in der österreichischen Bundesliga an (inklusive Future-League-Team). Heimspielstätte ist nicht mehr die AVZ-Arena, sondern bilden die Akademieplätze in Salzburg-Liefering. Einzige in Bergheim verbliebene Frauenmannschaft ist die vormalige 1c-Truppe, die auch immer noch unter dem alten Namen in der Salzburger Frauenliga auf Punktejagd geht.

### Trainer
Trainer der Kampfmannschaft seit 2004:
| - 2014 – 2015: Bogdan Tredak - 2015 – 2021: Josef Bauer - 2021 – 2022: Dragan Terzić - 2023: Branko Stojanovic - 2024 – 2025: Alexander Schriebl - seit 2025: Dusan Pavlovic |

### Aktuelles Trainerteam
| Name                  | Funktion        |
| --------------------- | --------------- |
| Dusan Pavlovic        | Trainer         |
| Isabella Schweighofer | Co-Trainerin    |
| Herbert Weissgerber   | Torfrau-Trainer |

### Kader Saison 2024/25
Stand: 9. Oktober 2024
| 01 | Michaela Fischer  | Osterreich  |
| 31 | Katharina Prummer | Deutschland |

| 04 | Maria Anna Ganisl  | Osterreich              |
| 05 | Melak Bauer        | Osterreich              |
| 06 | Laura Spinn        | Osterreich              |
| 07 | Sophia Schirmbrand | Osterreich              |
| 08 | Caro Gragger       | Osterreich              |
| 12 | Emma Remich        | Osterreich              |
| 13 | Sarah Putz         | Osterreich              |
| 14 | Sarah Sturm        | Osterreich              |
| 25 | Tanja Bauböck      | Osterreich              |
| 26 | Aldina Hamzic      | Bosnien und Herzegowina |
| 28 | Valentina Illinger | Osterreich              |

| 10 | Julia Grünwald    | Osterreich |
| 15 | Sanem Felek       | Osterreich |
| 18 | Lucia Orkić       | Osterreich |
| 19 | Alessia Pamminger | Osterreich |
| 20 | Greta Spinn       | Osterreich |
| 22 | Helena Milanovic  | Osterreich |
| 24 | Sara Grabovac     | Osterreich |
| 27 | Laura Talwieser   | Osterreich |

| 11 | Kelly Scholz         | Deutschland             |
| 16 | Christina Gierzinger | Osterreich              |
| 17 | Vina Crnoja          | Bosnien und Herzegowina |
| 23 | Tina Krassnig        | Osterreich              |
| 21 | Emelie Kobler        | Osterreich              |

### Zweite Mannschaft
Die 1b bzw. 2. Mannschaft in der Spielgemeinschaft FC Bergheim/Red Bull Salzburg wird bereits seit der Saison 2024/25 federführend von Red Bull Salzburg geleitet und lief auch bereits unter dem Namen „FC Red Bull Salzburg U20w“ auf. In ihrer ersten Saison errangen die Mädls sogleich den Meistertitel in der Frauen Future League (ein Parallelbewerb der Admiral Frauen Bundesliga).

### Dritte Mannschaft
Die 1c bzw. 3. Mannschaft in der Spielgemeinschaft gibt es seit der Saison 2024/25, läuft unter dem Namen „SG FC Bergheim 1c“ in der Salzburger Frauenliga auf und wird auch eigenständig vom FC Bergheim geführt. Der Großteil der Spielerinnen stellte in den vorherigen Saisonen die 1b bzw. das Future League Team dar. Die dritte Mannschaft des Zusammenschlusses aus dem FC Bergheim und dem FC Red Bull Salzburg gewann in ihrer ersten Saison das erste Double in der Geschichte des Salzburger Frauenfußballs.

### Titel und Erfolge
- 5 × Meister der 2. Liga Ost: 2007, 2008, 2014, 2015, 2016

### Bekannte Spielerinnen
- Maria Plattner
- Sarah Zadrazil

## Männerfußball

### Geschichte
In der Saison 1965/66 begann der Verein in der 3. Klasse A.1970/71 spielte man in der 1. Klasse Nord, 1974/75 erstmals in der Landesklasse (4. Spielstufe).1979/80 stieg der Verein in die 1. Klasse Nord und 1989/90 in die 2. Klasse ab. 1999/2000 stieg man in die 1. Klasse Nord auf, in der Saison 2007/08 in die 2. Landesliga Nord, in der Saison 2010/2011 in die 1. Landesliga. Von der Saison 2013/14 bis 2022/23 spielten die Herren mit einer einjährigen Unterbrechung in der Saison 2018/19 in der Salzburger Liga. Höhepunkt der Sektion war in der Saison 2015/16 der Meistertitel in Salzburgs höchster Liga, der auch zum Aufstieg in die Regionalliga West berechtigt hätte. Doch der Verein entschloss sich, die Herrenmannschaft in der Salzburger Liga weiterspielen und die Frauenmannschaft in die ÖFB Frauen Bundesliga aufsteigen zu lassen. Seit der Saison 2023/24 kämpft die Bergheimer Herrenmannschaft in der 1. Landesliga um Punkte.

### Titel und Erfolge
- 1 × Meister der Salzburger Liga: 2016